# 風夢記
『風夢記』（かざむき）は、2025年1月22日にリリースされた、奥井亜紀のアルバム。

## 解説
- 前作『OPENER』より約12年半ぶりのリリース。
- 全曲自身による作詞作曲、ゴンドウトモヒコのアレンジ＆プロデュースにより時代や世代を超えたボーダレスなサウンドが誕生。
- ライブではすでに人気の楽曲が大半を占める、新しいのに懐かしく初めてなのに馴染み深い全12曲の収録。
- 「クリスマスのように」は、2024年12月22日より各種サブスクリプションにて先行配信された。

## 収録曲
1. GOODHELLO
2. ポートレート
3. 軌跡
4. ナツノックロック
5. 北風トランペット
6. ソンブレラ
7. インヌコナサカス
8. レインボーロール
9. コール
10. 蒼思蒼愛
11. ソングバード
12. クリスマスのように

## 参加ミュージシャン
1. GOODHELLO
Flugelhorn：ゴンドウトモヒコ
2. ポートレート
E.Guitar：伏見蛍　E.Piano：佐藤優介　Trumpet,Trombone：ゴンドウトモヒコ
3. 軌跡
Violin1：高原久実　Violin2：片山奈都実　Viola：青柳萌　Cello：竹下花音　A.Guitar：伏見蛍
4. ナツノックロック
Flute：宮地夏海　Fagotte：高林美樹　Bass Clarinet：有馬理絵　Trombone：ゴンドウトモヒコ　Violin1：高原久実　Violin2：片山奈都実　Viola：手島絵里子　Cello：村上咲依子　Marimba：K-ta　W.Bass：千葉広樹　Drums：イトケン
5. 北風トランペット
E.Guitar：伏見蛍　Flugelhorn,Euphonium,Shaker,Tambourine：ゴンドウトモヒコ　Drums：イトケン
6. ソンブレラ
E.Guitar：松江潤　E.Bass：tatsu　Drums：オータコージ　Flugelhorn：ゴンドウトモヒコ
7. インヌコナサカス
Flute：宮地夏海　Clarinet：有馬理絵　W.Bass：千葉広樹　Cembalo：辻文栄
8. レインボーロール
E.Guitar：松江潤　E.Bass：tatsu　Drums：オータコージ
9. コール
Trumpet1：佐藤秀徳　Trumpet2：東川理恩　Trombone：安久津理子　Euphonium,Omni chord,Glockenspiel：ゴンドウトモヒコ　Tuba：木村仁哉　Percussion：中北裕子
10. 蒼思蒼愛
Violin1：高原久実　Violin2：片山奈都実　Viola：手島絵里子　Cello：村上咲依子
11. ソングバード
Piano：佐藤優介　Violin：高原久実　Cello：村上咲依子　Toy Percussion：ゴンドウトモヒコ
12. クリスマスのように
E.Guitar：伏見蛍　Piano：藤原真人　W.Bass：伊賀航　Drums：澤村一平　Tambourine：ゴンドウトモヒコ

All Songs Crafted by 奥井亜紀　Produced by ゴンドウトモヒコ